# Alicia Clark
Alicia Clark es un personaje ficticio en la serie de televisión  Fear the Walking Dead  interpretada por Alycia Debnam-Carey. El personaje fue creado por Robert Kirkman y Dave Erickson. Alicia es la hija de Steven y Madison Clark, la ex protagonista principal de la serie.

## Historia

### Temporada 1
Alicia se preocupa más por la dependencia química de su hermano Nick. Al día siguiente, la escuela cierra temprano debido a los altos niveles de absentismo y los rumores de una epidemia. Nick, Madison y Travis eligen huir al desierto y quieren que Alicia, Liza y Chris los sigan. Alicia encuentra a Matt enfermo en su casa desordenada. Travis llega y ve un mordisco en Matt, quien convence a Alicia de que se vaya. El grupo regresa a la casa de Madison para recolectar suministros. Travis le dice a Madison que lleve a los chicos al desierto sin él; él se pondrá al día. Alicia es testigo de que su vecino zombificado, el Sr. Dawson, ataca a la Sra. Cruz al otro lado de la calle, pero Madison le impide intervenir. Una turba prende fuego a la tienda contigua a la barbería, lo que obliga a los Salazar y Manawas a huir. El grupo llega al camión de Travis y escapa, pero no antes de que Griselda resulte herida por un andamio que se derrumba. Incapaz de llegar al hospital, el grupo se dirige a la casa de Madison, donde Nick, Madison y Alicia huyen temporalmente cuando el zombificado Sr. Dawson intenta entrar, atraído por el perro ladrador que Nick había dejado entrar. Nick lleva a Madison y Alicia donde la familia Tran, la casa de al lado, donde toman una escopeta. Las tres familias deciden pasar la noche y evacuar por la mañana. A la mañana siguiente, cuando los Clarks y Manawas comienzan a alejarse, llega la Guardia Nacional y pone en cuarentena el bloque. Mientras Travis dice: "Todo va a mejorar", Daniel se lamenta de que sea "demasiado tarde" mientras observa a un guardia marcar la casa vecina. Los soldados llevan a Griselda y Nick a un hospital, pero la familia de Nick protesta por su partida. Liza accede a ir a ayudar al equipo médico, a pesar de no querer dejar a su hijo. Travis se retira al techo y ve la señal de la Zona Muerta. Segundos más tarde, ve y oye disparos, seguidos de la oscuridad. El grupo se dirige a la sede de la Guardia Nacional para rescatar a Liza, Griselda y Nick. Adams acepta ser su guía cuando Travis lo deje ir. El grupo se infiltra en la base después de que Daniel distrae a los guardias liderando una horda de caminantes de la arena. Travis, Madison, Daniel y Ofelia entran, mientras que Alicia y Chris se quedan atrás. Mientras tanto, los caminantes rompen las defensas del perímetro y pululan por la base. El grupo de Travis llega a las celdas de detención y libera a los detenidos antes de reunirse con Nick, Liza y Strand. Intentan escapar a través de la sala médica, donde descubren que la Dra. Exner ha sacrificado a todos los pacientes. La Dra. Exner les habla de una ruta de escape antes de su presunto suicidio. Antes de que puedan escapar, el grupo se encuentra con Adams, quien dispara a Ofelia en el brazo. Enfurecido, Travis golpea brutalmente a Adams y lo deja por muerto. Strand lleva al grupo a su mansión junto al mar.

### Temporada 2
La ciudad de Los Ángeles es bombardeada. Madison y su grupo abordan el yate de Victor Strand y escapan del bombardeo. El grupo llega a una pequeña isla donde encuentran una familia y allí acaban sabiendo que todas las ciudades de la costa han sido bombardeadas y las fronteras cerradas. Después de repostar en la isla, el grupo viaja a México, el verdadero destino al que se dirige Strand. Durante el viaje, el grupo acaba encontrando a dos supervivientes (Alex y Jake), pero Strand no los acepta en su barco y los deja a la deriva. Más tarde, el grupo es atacado por piratas que secuestran a Alicia y Travis, Madison decide salvar a sus seres queridos incluso en contra de los deseos de Strand. Intento con el apoyo de Daniel, Madison logra rescatar a su hija y su prometido y regresar al yate. El grupo no tarda en llegar a México y todos se quedan en la finca de Thomas Abigail, el novio de Strand. Al descubrir que Celia Flores, la ama de llaves de la finca, ordenó que los muertos vivientes fueran mantenidos en una daga, Daniel termina incendiando la finca y el grupo se separa. Travis y Chris van al sur; Madison, Strand, Alicia y Ofelia Salazar van al norte; y Nick también se dirige al norte. El grupo de Madison encuentra un hotel en la ciudad de Rosarito y allí, Ofelia devastada por perder a su padre, abandona el grupo y deja a Alicia al borde de la muerte. Strand, Madison y Alicia logran matar a los infectados y junto con los sobrevivientes del hotel, construyen una comunidad allí. Travis ve las luces del hotel y logra entrar. Allí llega la noche y dos nuevos supervivientes llegan al hotel, Brandon y Luke. Travis los reconoce y pregunta por Chris, solo para descubrir que fue asesinado por ellos. Travis los mata a ambos y es expulsado del hotel. Alicia y Madison se van con él. Deciden ir al mercado dominado por narcotraficantes y allí encuentran pistas sobre dónde podría estar Nick. Cuando llegan a La Colonia, ven a todos muertos, Alicia encuentra a Alejandro agonizante y sus últimas palabras les indican que busquen a Nick en la frontera y junto con su madre y Travis se dirigen en búsqueda de Nick.

### Temporada 3
Luego de encontrarse con una patrulla militar camino a la frontera, Alicia y su familia fueron capturados y trasladados a las instalaciones militares; donde fueron separados de Travis. Alicia y Madison son llevadas a una habitación cómoda; Alicia y su madre conocieron a un líder de la milicia llamado Troy, quien los trató con amabilidad y les aseguró que los liberarían una vez que pasaran la prueba. Buscando una forma de escapar, Alicia le prestó su basilong a su madre que había venido a esconder en el tobillo y juntas comenzaron a idear un plan para escapar del horrible lugar. Asegurándole a su hija que no volvería a matar, Alicia llevó a cabo el plan de su madre, sorprendiendo a Troy y a pesar de que este trataba de defenderse, Madison logró reducirlo y tomarlo como rehén, hasta que llegó el hermano de Troy, Jake, quien amablemente le pidió a Madison que dejara a su hermano y decidió llevar a Alicia y su grupo a su comunidad. Mientras viajaban en el helicóptero en medio de la noche, Alicia y su grupo fueron atacados por un desconocido, que terminó hiriendo de muerte a Travis, quien saltó al vacío a pesar de las súplicas de Alicia para detenerlo y finalmente el helicóptero militar tuvo que hacer un aterrizaje forzoso. Al establecer un pequeño campamento para pasar la noche, Alicia y una Luciana inconsciente se quedaron con Jake mientras Charlene vigilaba el área. Completamente deprimida e incapaz de creer lo sucedido, Alicia escuchó cómo Jake afirmó la imposibilidad de que Travis hubiera sobrevivido a la caída y mencionó que al menos su hermano estaría feliz de volver a verla, a diferencia del suyo, al escuchar un silbido; Alicia recibió un arma, con la que en poco tiempo salvó a Jake de unos infectados y la devolvió para acabar con el cadáver de su antigua compañera. Luego de darle el pésame a su amiga y continuar su camino hacia el rancho, Alicia y Jake llevaron a una Luciana inconsciente en sus brazos y una vez que llegaron a la comunidad, Alicia le informó a su madre de las malas noticias y vio como Nick apuntaba a Troy con su arma con la intención de proteger a su amada inconsciente; aunque afortunadamente la situación fue controlada por el líder del rancho, quien permitió que Luciana ingresara al lugar.
Durante su estadía en el rancho, Alicia se hace amiga de Gretchen, quien invita a Alicia a unirse a su "estudio bíblico". Más tarde, Gretchen, Alicia, Gabe, Terrance y otros dos adolescentes van al lugar de reunión subterráneo donde beben, fuman de un bong y charlan, mientras Alicia comparte sus experiencias fuera del rancho. Más tarde esa noche, Gretchen y los demás regresan a casa de buen humor, poco después, ella comenzó una relación romántica con Jake Otto y se ganó la confianza del rancho, eventualmente coliderando el rancho de los Otto. Cuando Madison logra hacer las paces con los nativos, se mudan al rancho y Alicia cuestiona la decisión de su madre de incluir a los nativos en el rancho, los problemas en el rancho comenzaron a empeorar y sin otra opción, Alicia y Jake sacrificaron todo el ganado. para ahorrar agua. Cuando su novio le propuso huir con él al noroeste del Pacífico para comenzar una nueva vida, la joven rechazó esta idea y recalcó que aún tenía que esperar a su madre. Debido a su negativa, Jake confrontó a la joven Clark, asegurándole que ella solo lo manipulaba de la misma manera que su hermano y su madre lo hacían con sus familiares. Antes de que Alicia pudiera defenderse; Nick llegó para informarles que una gigantesca horda de infectados —atraídos por Troy— se dirigía al rancho y sin tiempo que perder, Jake y Nick abandonaron el rancho para buscar a Troy y dejaron el liderazgo del lugar en manos de los jóvenes. Decidida a evitar que el lugar fuera destruido, Alicia informó al resto de los ganaderos del problema y con la ayuda de Ofelia y Lee, los habitantes levantaron unas barreras de autocaravanas en un intento de evitar que los muertos cruzaran el rancho. Este intento fue inútil y cuando la horda rompió la barrera, Alicia condujo a los lugareños a un búnker; y en el camino, mató a uno de sus compañeros por misericordia. Cuando la horda de infectados invade el rancho, Alicia se encierra con Lee, Ofelia y varios residentes en la despensa donde se revela que varios residentes fueron mordidos y tuvieron que ser sacrificados, los demás residentes murieron por falta de aire, Alicia junto con Lee y Ofelia son las únicas que sobreviven en la despensa, durante la fuga, Alicia queda inconsciente y es rescatada por Madison. Alicia se despertó y descubrió que Jake había muerto y el grupo había decidido partir hacia una presa cercana debido a la destrucción del rancho. Cansada de tener miedo y después de todo lo que había vivido, Alicia decidió ir por su cuenta al destino que Jake le había mostrado anteriormente; asegurándose de que estaría mejor sola.
Después de descubrir que Nick y Troy la seguían y dejar en claro que ella sabría cómo cuidar de sí misma, Alicia se aventuró por un pequeño pueblo donde encontró un restaurante de comida rápida y agarró un cubo lleno de papas. Desafortunadamente, Alicia tuvo que refugiarse en una área de béisbol y no pudo evitar que un extraño se llevara su balde después de que ella había acabado con los infectados que la obligaron a esconderse. Habiendo encontrado su rifle de asalto y localizado a la mujer, Alicia hizo un acuerdo con ella para compartir el cubo y evitar un conflicto. Pasando la noche juntos, los dos hablaron sobre su preferencia por sobrevivir solos. Sin embargo, en la mañana, Alicia se despertó justo a tiempo para encontrar a Diana tratando de encender su vehículo, por lo que ella convenció a su nueva amiga para que la acompañara.
Mientras se dirigían al centro comercial para intercambiar las partes muertas que Diana había recogido, un vehículo chocó repentinamente con su auto, causando que Alicia, mareada, peleara con su compañero contra los bandidos. Después de ahuyentarlos con su rifle de asalto, Alicia se hizo cargo de la pierna lesionada de Diana mientras la llevaba a la enfermería de El Bazar. Al recibir la aprobación del médico de cabecera por haberla mantenido lo suficientemente estable, Alicia accedió a ayudarlo en una cirugía que tuvo que realizar en un paciente. Su sorpresa fue grande cuando descubrió que dicho paciente era el líder del lugar, quien le aseguró que si la operación no salía bien y no volvía a caminar, ambos serían ejecutados. Afortunadamente, las palabras tranquilizadoras de Alicia durante la cirugía y el talento de Eddie lograron sacar a John de la situación quedando ileso.
Al llegar a la presa Gonzales y descubrir que Strand estaba allí, quien le informó a Alicia que su madre y su hermano estaban vivos y le aseguró que los sacaría a todos de la represa solo si ella aceptaba ayudarlo en el proceso. Mientras cambiaba las vendas de John, el supervisor le reveló que conocía a Strand y le hizo prometer que la acompañaría en sus viajes a cambio de dejar vivir a su madre. Su promesa se rompió después de que John conoció personalmente a su familia y decidió que eran un peligro para su operación. Sin embargo, cuando Nick reveló que tenía un detonador que volaría la presa, Alicia se despidió de su hermano y junto con su madre y Strand se subieron a una balsa para escapar de la escena. Desafortunadamente, Nick activó el detonador temprano y el trío fue absorbido por la corriente.

## Desarrollo y recepción

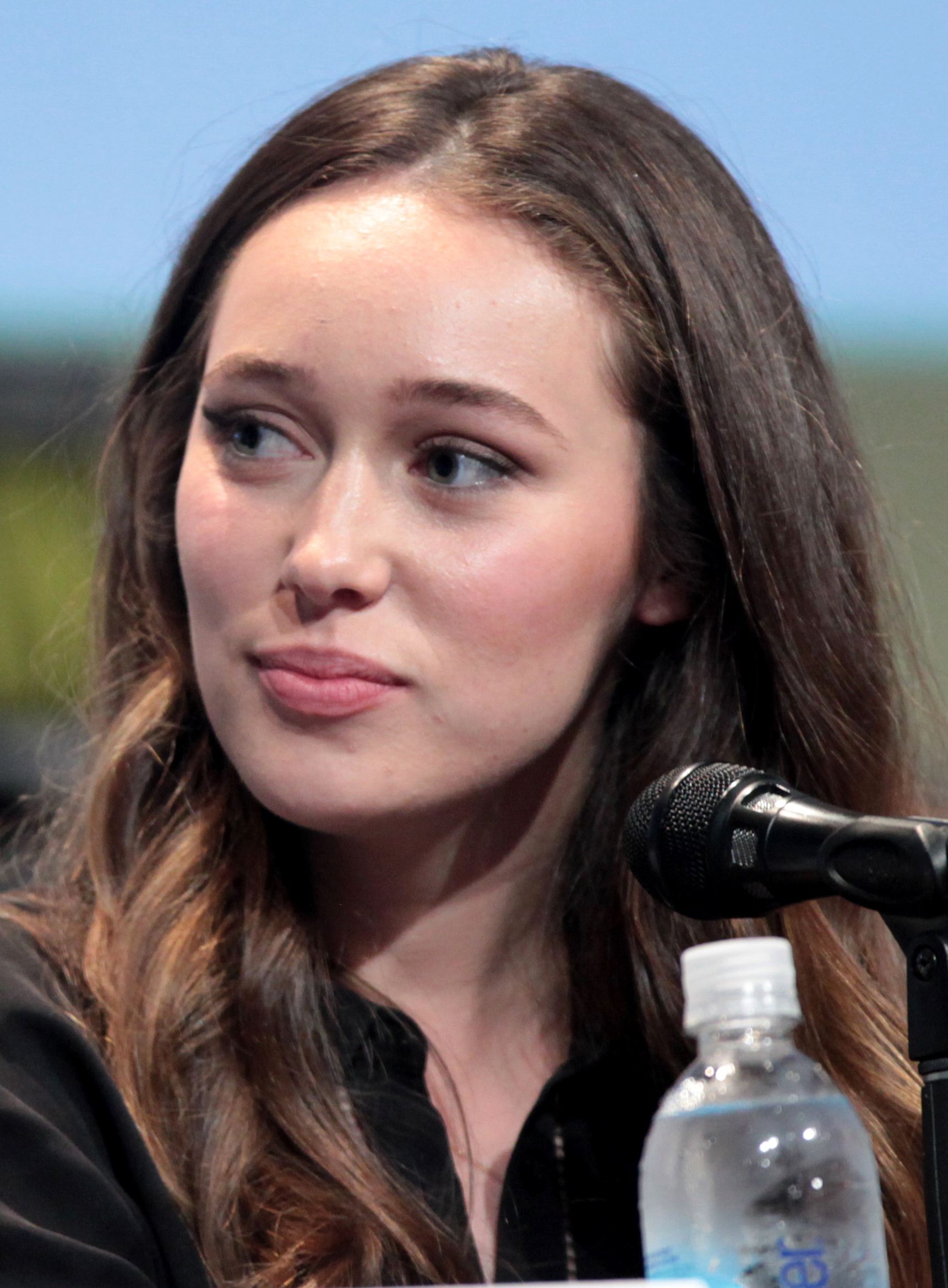
Alica Clark es interpretada por Alycia Debnam-Carey (en la foto)

Dado que el destino de Madison supuestamente se confirmó en el cuarto final de mitad de temporada, Alicia "era" el único miembro del reparto principal sobreviviente de la temporada 1 presentado en el estreno de la serie hasta su muerte en la temporada 7 y la explicación de qué Madison seguía viva en dicha temporada.
La actuación de Alycia Debnam-Carey fue elogiada en el episodio "Close Your Eyes". Laura Bradley de Vanity Fair declaró que el episodio fue la actuación más poderosa de Debnam-Carey hasta el momento, una que demostró que a Alicia todavía le queda mucha historia. ˈ
Durante una entrevista de octubre de 2020 con The Natural Aristocrat, Alycia Debnam-Carey comentó sobre una posible escena de flashback de padre e hija entre Alicia y el padre Steven Clark.
"¡Sí! ¡Nunca había pensado en hacer un flashback como ese! Pero siempre estoy a favor de mostrar algunos de los aspectos más reveladores de un personaje, antes de todo este apocalipsis. Y creo que es trágico ..."